# Filip Marchwiński
Filip Marchwiński (Poznań, 2002. január 10. –) lengyel korosztályos válogatott labdarúgó, a Lech Poznań középpályása.

## Pályafutása

### Klubcsapatban
2007-ben került az UKS Skórzewo korosztályos csapataiban, majd innen két év múlva került a Lech Poznań akadémiájára. 2018. december 12-e óta az első csapat tagja, többek között a Schalke 04, a Hoffenheim, az Ajax és az olasz Internazionale is szerette volna megvásárolni. Négy nappal később bemutatkozott az élvonalban góllal a Zagłębie Sosnowiec elleni 6–0-ra megnyert mérkőzésen, ezzel a liga legfiatalabb gólszerzője lett.

### A válogatottban
2007 és 2008 között 7 mérkőzésen lépett pályára a lengyel U16-os válogatottban és ezeken a találkozókon szerzett szintén 7 gólt. Az U17-es válogatott tagjaként 3 gólt szerzett a 2019-es U17-es labdarúgó-Európa-bajnokság selejtezőjében.

## Statisztika
2023. február 26. szerint.
| Klub        | Szezon   | Bajnokság   | Bajnokság | Bajnokság | Kupa  | Kupa  | Nemzetközi | Nemzetközi | Összesen | Összesen |
| Klub        | Szezon   | Osztály     | Mérk.     | Gólok     | Mérk. | Gólok | Mérk.      | Gólok      | Mérk.    | Gólok    |
| ----------- | -------- | ----------- | --------- | --------- | ----- | ----- | ---------- | ---------- | -------- | -------- |
| Lech Poznań | 2018–19  | Ekstraklasa | 11        | 2         | 0     | 0     | —          | —          | 11       | 2        |
| Lech Poznań | 2019–20  | Ekstraklasa | 20        | 3         | 3     | 1     | —          | —          | 23       | 4        |
| Lech Poznań | 2020–21  | Ekstraklasa | 21        | 1         | 3     | 0     | 9          | 1          | 33       | 2        |
| Lech Poznań | 2021–22  | Ekstraklasa | 18        | 0         | 5     | 1     | —          | —          | 23       | 1        |
| Lech Poznań | 2022–23  | Ekstraklasa | 16        | 1         | 0     | 0     | 11         | 1          | 27       | 2        |
| Összesen    | Összesen | Összesen    | 86        | 7         | 11    | 1     | 20         | 2          | 117      | 10       |

## Sikerei, díjai
Lech Poznań
- Ekstraklasa
  - Bajnok (1): 2021–22

- Lengyel Kupa
  - Döntős (1): 2021–22

- Lengyel Szuperkupa
  - Döntős (1): 2022